# Trish Van Devere
Trish Van Devere (* 9. März 1943 als Patricia Louise Dressel in Englewood Cliffs, New Jersey) ist eine US-amerikanische Film- und Theaterschauspielerin. Von Mitte der 1960er bis Anfang der 1990er Jahre trat sie in fast 30 Film- und Fernsehrollen, überwiegend Dramen, in Erscheinung. Von 1972 bis zu seinem Tod im Jahr 1999 war sie mit dem amerikanischen Schauspieler George C. Scott verheiratet, mit dem sie in den 1970er Jahren häufig in Film und Fernsehen sowie auf der Theaterbühne gemeinsam auftrat.

## Leben

### Ausbildung und Erfolg mit „Mein Herz braucht Liebe“
Trish Van Devere wurde 1943 als Patricia Louise Dressel in New Jersey (anderen Angaben zufolge 1945 in Tenafly) geboren. Sie besuchte die renommierte Ohio Wesleyan University, wo sie eine Theaterausbildung genoss. Ihr professionelles Bühnendebüt gab sie 1967 off-Broadway in New York in dem Stück Kicking the Castle Down. Mitte der 1960er Jahre war sie Mitbegründerin des gemeinnützigen Poor Peoples’ Theatre und es folgten sporadische Auftritte in US-amerikanischen Fernsehserien, darunter der Part der Meredith Lord in der Serie Liebe, Lüge, Leidenschaft (1968). Ihr Spielfilmdebüt feierte sie 1970 unter dem Künstlernamen Patricia Van Devere mit einer kleinen Nebenrolle in Hal Ashbys Tragikomödie Der Hausbesitzer, in dem Beau Bridges und Lee Grant die Hauptrollen bekleideten. Im selben Jahr folgte unter dem Namen Trish Van Devere eine größere Rolle in Carl Reiners Spielfilm Wo is’ Papa? (1970), in dem die Schauspielerin als junge Krankenschwester und Objekt der Begierde von George Segal zu sehen war. Die Komödie um eine schrullige alte Frau (gespielt von Ruth Gordon) die ihre beiden erwachsenen Söhne terrorisiert, traf aufgrund ihrer rabenschwarzen Inszenierung auf einen durchgängigen Proteststurm in den US-amerikanischen Feuilletons. Obwohl der Film von United Artists kurz nach seinem Start aus dem Verleih genommen wurde und erst zehn Jahre später in einer nachgedrehten Fassung wieder in die Kinos kommen sollte, lobten Kritiker die Leistung des Darstellerensembles. Die New York Times verwies in ihrer Kritik auf die noch unbekannte Trish Van Devere, die sich in Wo is’ Papa? als „commedienne von Komplexität, Präzision und Güte“ beweise und es verstehen würde, die ausgebreiteten Grausamkeiten des Films exakt auszubalancieren. Währenddessen verglich der amerikanische Branchendienst Variety die Darstellerin mit ihrem „süßen, unverfälschten Gesicht unter weißer Haube“ mit einem „Engel der Barmherzigkeit“.
Nach dem Kritikerlob für Wo is’ Papa? machte Van Devere bei den Dreharbeiten zu Richard Fleischers Gangsterfilm Wen die Meute hetzt (1971) die Bekanntschaft mit George C. Scott. Der 15 Jahre ältere Schauspieler und Oscar-Preisträger ließ sich im Februar 1972 von seiner Ehefrau, der Schauspielerin Colleen Dewhurst, scheiden und heiratete Van Devere im September desselben Jahres. Wenige Monate später ebnete ihr die erste Hauptrolle in Mel Stuarts Mein Herz braucht Liebe den Durchbruch als Filmschauspielerin. In dem Drama schlüpfte Van Devere in die Rolle einer jungen Frau, die von ihrem Mann verlassen wird und nach der Scheidung versucht, ihr Leben zum ersten Mal selbst in die Hand zu nehmen. Amerikanische Kritiker zeigten sich beeindruckt von ihrer Leistung und verglichen die Aktrice ihrer Schönheit wegen mit der jungen Laraine Day. Der Part der Aimee Brower brachte Van Devere 1973 eine Nominierung für den Golden Globe als beste Hauptdarstellerin in einem Drama ein; sie hatte gegenüber der später Oscar-nominierten Norwegerin Liv Ullmann (Emigranten) jedoch das Nachsehen.

### Zusammenarbeit mit George C. Scott und Ausklang der Filmkarriere
An den Erfolg von Mein Herz braucht Liebe konnte Van Devere in den folgenden Jahren, in denen sie fast ausnahmslos mit ihrem Ehemann George C. Scott Film- und Fernsehprojekte realisierte, nicht anknüpfen. Mit ihm bekleidete sie die Hauptrollen in Mike Nichols’ Spielfilm Der Tag des Delphins (1973), in Scotts erfolgloser Regiearbeit The Savage Is Loose (1974) oder dem britischen Fernsehspiel Die Schöne und das Biest (1976), einer Adaption des gleichnamigen Volksmärchens. Parallel zu ihrer Filmkarriere trat das Paar auch am New Yorker Broadway zusammen auf. Im Theater agierte Van Devere unter seiner Regie in der Wiederaufnahme von Eugene O’Neills Alle Kinder Gottes haben Flügel (1975), in dem sie den Part der Ella Downey übernahm. Zwar zeigten sich die Kritiker beeindruckt von ihrer Attraktivität, sie bewerteten die Leistung der im Theater noch wenig erfahrenen Schauspielerin aber als gefühlsmäßig und stimmlich schwach. Zusammen waren Van Devere und Scott auch zu sehen in Arthur Penns erfolgreicher Inszenierung des Stückes Sly Fox (1976), basierend auf Ben Jonsons Komödie Volpone, die es in den folgenden zwei Jahren auf fast 500 Aufführungen brachte. Weniger erfolgreich war der gemeinsame Auftritt in dem Vier-Personen-Stück Tricks of the Trade (1980). Die romantische Kriminalgeschichte um einen Psychiater und seine Patientin wurde nach der Premiere eingestellt.
Gemeinsamer Erfolg im Film war Trish Van Devere und George C. Scott erst 1978 mit den Hauptrollen in Stanley Donens Musical-Komödie Movie Movie beschieden. Die mehrfach für einen Golden Globe nominierte Parodie auf die beiden typischen Hollywood-Genrestücke Dynamite Hands und Baxter's Beauties of 1933 präsentierte Van Devere als bebrillte Bibliothekarin und zurückgewiesene Geliebte eines Boxers beziehungsweise als bekannte Broadway-Darstellerin, deren Alkoholprobleme ein Chorus-Girl über Nacht zu Bekanntheit verhelfen. Die New York Times lobte das Ehepaar in beiden Episoden als „superb“ und amerikanische Kritiker Van Devere als genauso komisch und anziehend wie acht Jahre zuvor in Wo is’ Papa?. Das letzte gemeinsame Filmprojekt stellte der kanadische Horrorfilm The Changeling (1980) dar. Die in konventioneller Machart inszenierte Produktion um einen Komponisten, der sich nach dem Unfalltod von Frau und Kind auf einen einsamen Landsitz zurückzieht, brachte beiden den wichtigsten kanadischen Filmpreis, den Genie Award als beste ausländische Darsteller, ein. In den 1980er Jahren widmeten sich Van Devere und ihr Ehemann verstärkt der Arbeit im Fernsehen. Sie absolvierte Gastauftritte in Serien wie Ein Engel auf Erden (1985) und Love Boat (1986) und war mit Filmen wie Hollywood Cop (1986) oder J. Lee Thompsons Das Gesetz ist der Tod (1988) nur noch sporadisch im Kino vertreten. Van Deveres Film- und Fernsehkarriere klang Anfang der 1990er Jahre aus. Sie wandte sich daraufhin verstärkt der Arbeit am Theater zu.
Bis zum Tod ihres Ehemanns im Jahr 1999 lebten Trish Van Devere und George C. Scott abwechselnd in Malibu, Kalifornien, und auf einem fünf Hektar großen Anwesen in Greenwich, Connecticut, das sie Mitte der 1970er Jahre erworben hatten. Die Ehe blieb kinderlos. Anfang der 1980er Jahre engagierte sich das Paar öffentlich gegen eine Erweiterung des nahe ihrem Anwesen gelegenen Westchester County Airports. 1984 geriet ihre Ehe in den Fokus der Boulevardpresse, nachdem die Polizei aufgrund eines häuslichen Streits gerichtliche Vorladungen für beide ausgesprochen hatte. Ab Mitte der 1980er Jahre engagierte sich Van Devere öffentlich für eine bessere staatliche Behandlung Schizophrenie-Kranker, nachdem ihr sieben Jahre jüngerer Bruder, ein Student der University of Oxford und begabter Fotojournalist, in den frühen 1970er Jahren mit der Diagnose konfrontiert worden war.

## Filmografie
- 1970: Der Hausbesitzer (The Landlord)
- 1970: Wo is’ Papa? (Where’s Poppa?)
- 1971: Wen die Meute hetzt (The Last Run)
- 1972: Mein Herz braucht Liebe (One Is a Lonely Number)
- 1973: Harry mit den langen Fingern (Harry in Your Pocket)
- 1973: Der Tag des Delphins (The Day of the Dolphin)
- 1974: The Savage Is Loose
- 1976: Stalk the Wild Child (Fernsehfilm)
- 1976: Die Schöne und das Biest (Hallmark Hall of Fame: Beauty and the Beast, Fernsehfilm)
- 1977: Sharon: Portrait of a Mistress (Fernsehfilm)
- 1978: Columbo: Mord in eigener Regie (Make Me a Perfect Murder, Fernsehreihe)
- 1978: Movie Movie
- 1979: Mayflower: The Pilgrims' Adventure (Fernsehfilm)
- 1980: Das Grauen (The Changeling)
- 1980: Der Leichenwagen (The Hearse)
- 1980: All God’s Children (Fernsehfilm)
- 1984: Die Heimsuchung (Haunted, Fernsehfilm)
- 1986: Uphill All the Way
- 1986: Hollywood Cop (Hollywood Vice Squad)
- 1988: Das Gesetz ist der Tod (Messenger of Death)
- 1993: Curaçao (Fernsehfilm)

## Theaterstücke
- 1975: All God's Chillun Got Wings (dt. Alle Kinder Gottes haben Flügel)
- 1976: Sly Fox
- 1980: Tricks of the Trade

## Auszeichnungen
- 1971: 7. Platz bei den Laurel Awards für Wo is' Papa? (Beste Nachwuchsdarstellerin)
- 1973: Golden-Globe-Nominierung für Mein Herz braucht Liebe (Beste Hauptdarstellerin – Drama)
- 1980: Genie Award für The Changeling (Beste ausländische Darstellerin)